# Kangčungce
Kangčungce (také Kangchungtse nebo Makalu II) je hora v pohoří Himálaj na hranici mezi Nepálem a Čínskou lidovou republikou. Vrchol je vysoký 7678 m n. m. a tvoří severozápadní sekundární vrchol osmitisícového vrcholu Makalu (8485 m). Nachází se ve vzdálenosti 3 km od hlavního vrcholu, na hřebenu, který spojuje Makalu s masivem Mount Everest.

## Prvovýstup
První výstup na Kangčungce se zdařil v roce 1954 francouzské horolezecké skupině v rámci průzkumné expedice na Makalu. Vrcholu dosáhli 22. října 1954 Jean Franco, Lionel Terray, Sardar Gyaltsen Norbu a Pa Norbu.